# Алфёровская гимназия

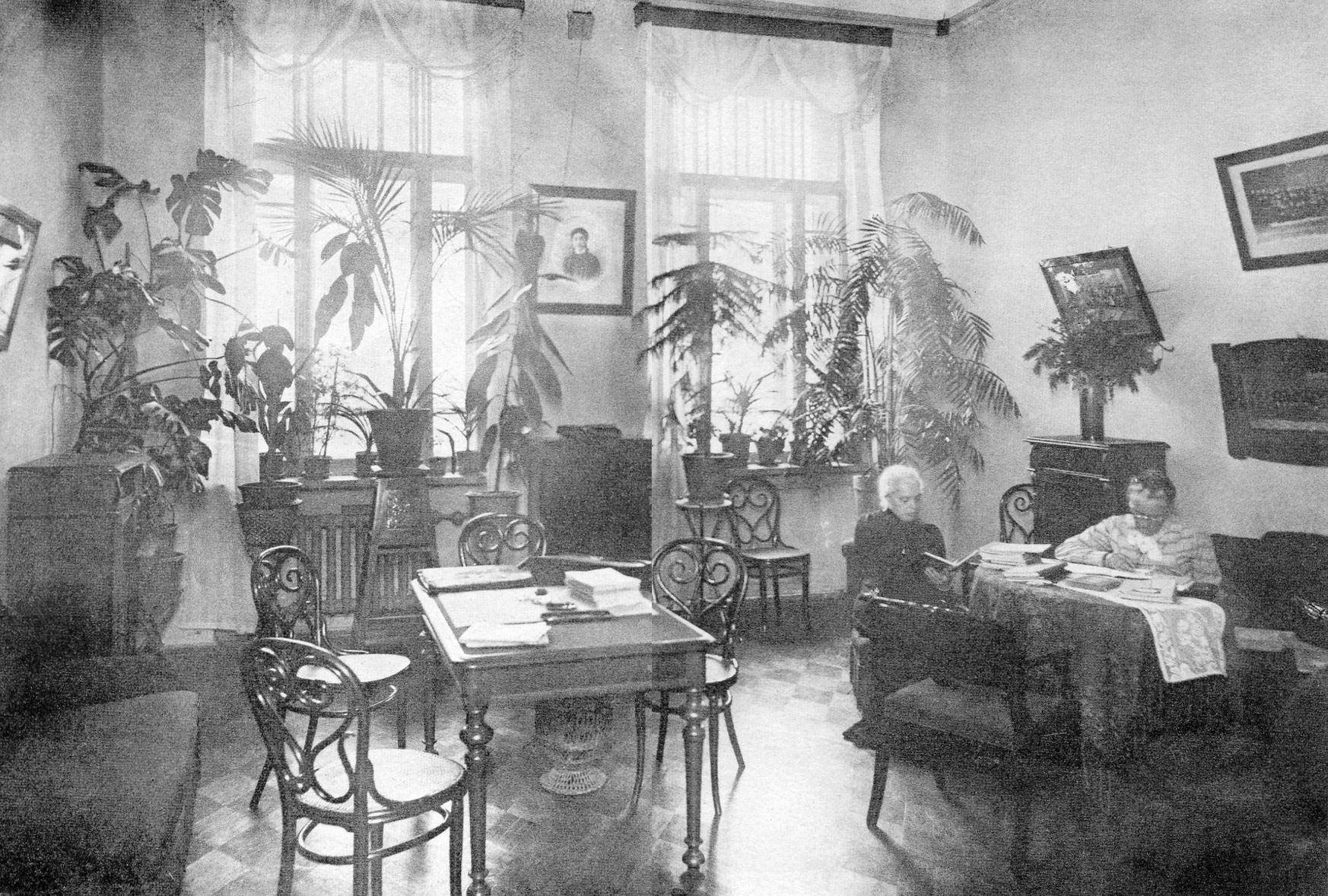
Учительская в Алфёровской гимназии, у стола в тёмном платье с раскрытой книгой — А. С. Алфёрова.

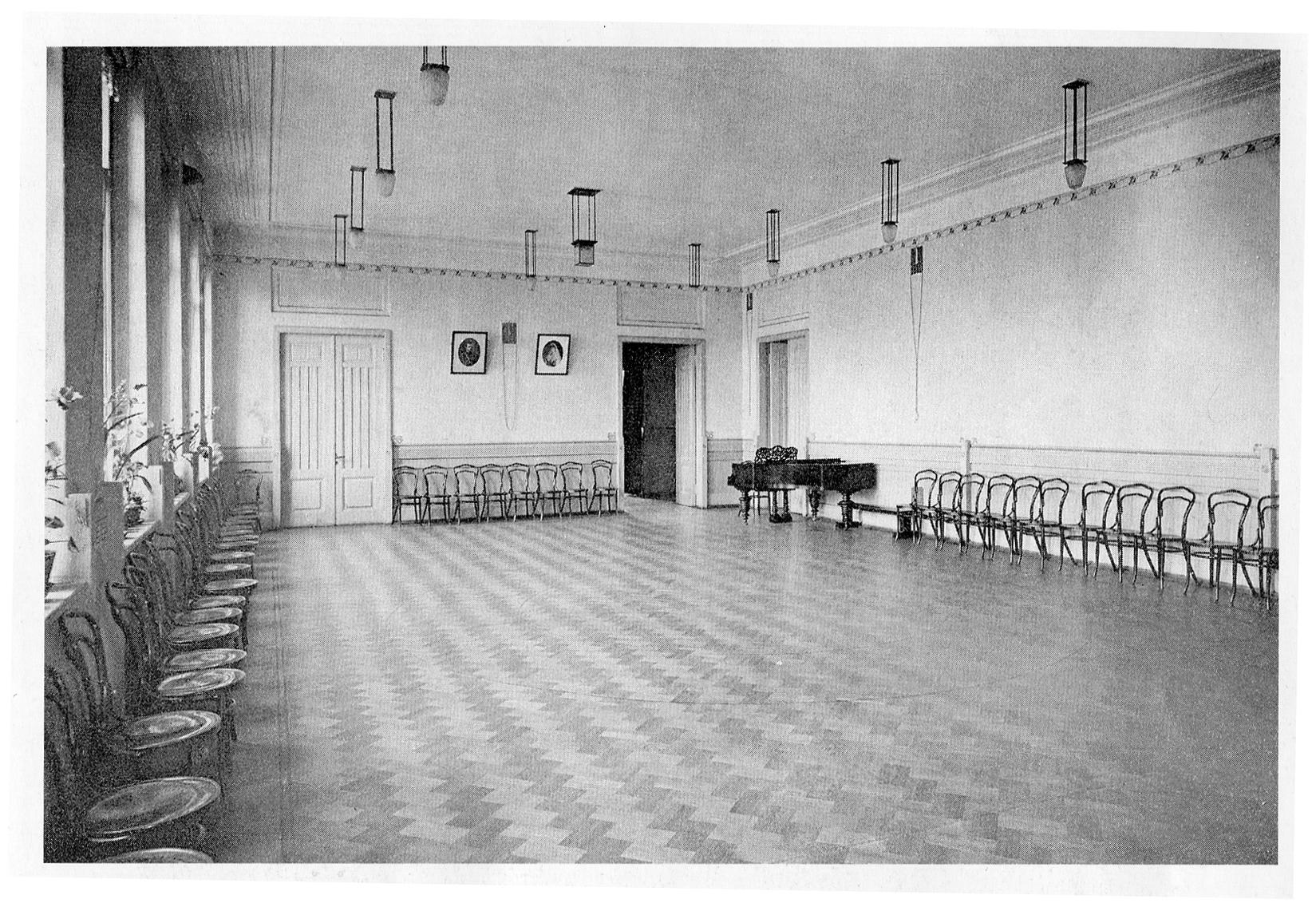
Актовый зал Алфёровской гимназии.

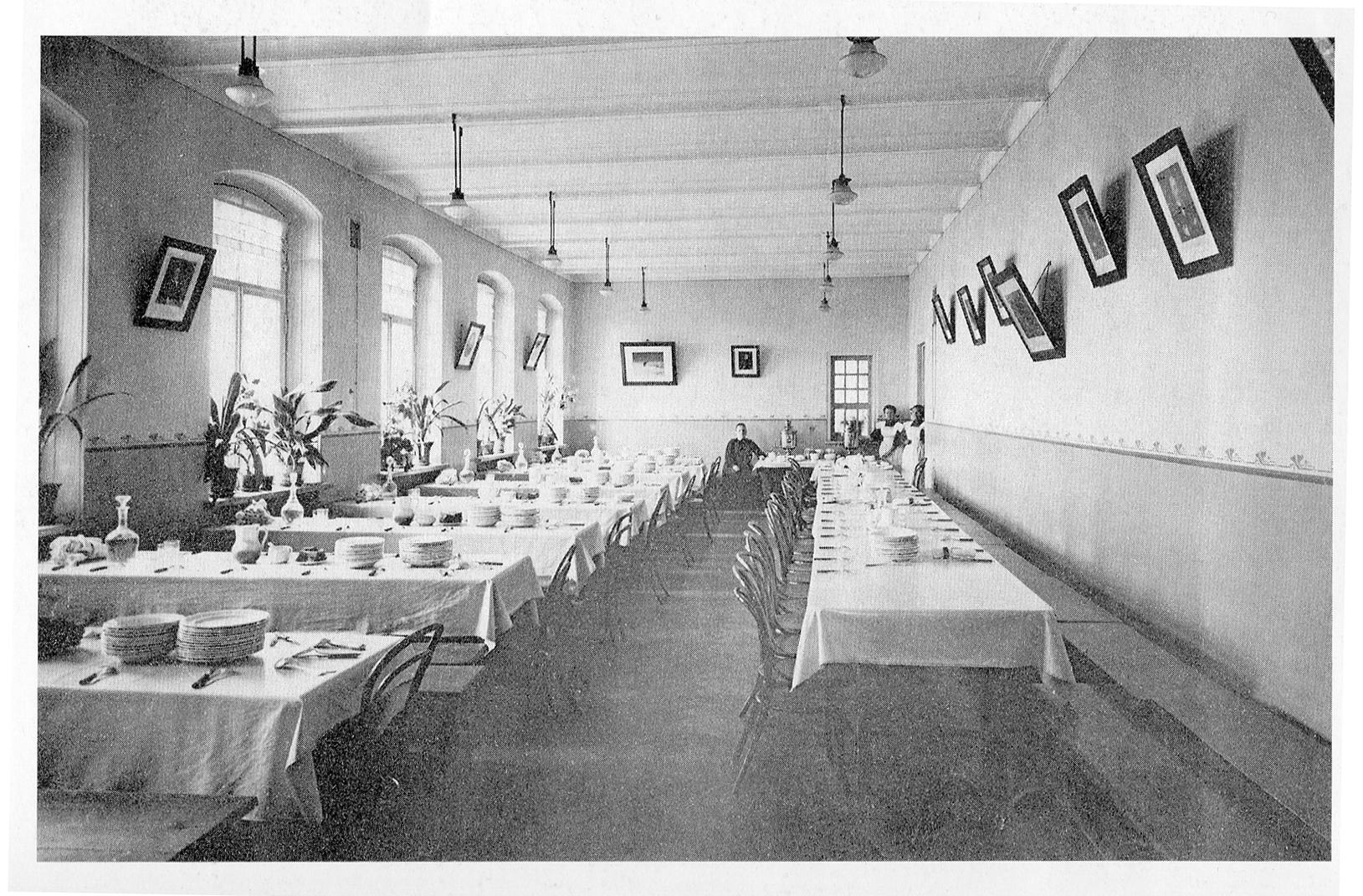
Столовая в Алфёровской гимназии.

Алфёровская гимназия — бывшая частная гимназия для девочек в Москве.

## История
Гимназия была основана супругами А. С. и А. Д. Алфёровыми.
А. С. Алфёрова обсуждала с А. И. Чупровым план учреждения собственной гимназии. Гимназия была официально учреждена в 1896 году. Первоначально для гимназии была снята квартира в доме С. М. Фроловой (Плющиха, д. 4/43), но официальным адресом гимназии была квартира А. Н. Авдеевой (Кривоарбатский переулок, д. 2/37). К 1902 году число учениц достигло 230, гимназия стала полноценной восьмиклассной гимназией Министерства просвещения, получившей права наравне с государственными гимназиями и предлагавшей объём знаний мужских гимназий.
В 1904 году был куплен участок для строительства здания гимназии на Мухиной горе рядом с церковью Благовещения на Бережках (по имени церкви назван Большой Благовещенский переулок) с целью успешного развития гимназии. Дом был построен на деньги благотворителей, среди них С. А. Муромцев. К. Т. Солдатёнков завещал гимназии учебники и книги. Дом построен по проекту И. А. Иванова-Шица. Здание было завершено в 1906 году. Адрес — Большой Благовещенский переулок, д. 21.
В здании гимназии была предусмотрена и квартира для директорской четы. Александра Самсоновна страдала болезнью сердца, поэтому для неё в здании был построен лифт. Память выпускниц школы сохранила историю, как однажды лифт застрял и Алфёрова провела урок математики из-за лифтовой решётки.
Обучение было платным. Но в каждом классе из 25—30 учениц 2—3 учились бесплатно, причём фамилии их были неизвестны остальным. Социальное неравенство внутри школы не ощущалось. Гимназисток-алфёровок отличали не только по синим беретам: для них была характерна особая глубокая внутренняя воспитанность, естественный такт, благородное достоинство при искренней благожелательности.
Как вспоминала одна из учениц: «Каждый, переступивший порог Алфёровской гимназии, твёрдо знал, что подсказкам, списыванию, шпаргалкам тут объявлена война, за фискальство и малодушие презирают, трусость и вранье, даже самое невинное, не терпят». Гимназия была необыкновенно популярна среди московской либеральной интеллигенции, литературных, научных и художественных кругов второй столицы. Среди её учениц дочери Голицыных, Гагариных, Якушкиных, Щепкиных, Петрушевских, Кожевниковых, Кизеветтера, Мамонтовых, Гучковых, Поленовых, Шаляпина, Серова, Толстых.
Школьное прозвище основателей гимназии А. С. и А. Д. Алфёровых было «Шурки». Манера преподавания у них была совершенно разная. Александра Самсоновна, преподаватель математики, была строга, перед ней трепетали, но ещё больше уважали и любили. Александр Данилович вёл русский язык и литературу, он заражал учениц своей влюблённостью в предмет, пафосом правдоискательства. Он любил декламацию и чтение вслух, когда А. Д. прошибала слеза, он вынимал из кармана носовой платок и старался незаметно смахнуть её.
Рабочий день гимназии начинался с общего собрания в зале. Перед уроком дежурная ученица читала главу из Евангелия.
В гимназии действовал театр, которым руководил А. Д. Алфёров. Одна из выпускниц Наташа Гессинг стала профессиональной актрисой в Малом театре под фамилией Белевцева. Стали артистками Малого театра и выпускницы гимназии Юзвицкая и В. Обухова. Гимназистки выпускали газету «Бабье дело». Учащимися было создано в гимназии «Общество благоустройства», которое объединяло младших и старших учениц.
Летом девочки вместе с преподавателями отправлялись в путешествия в Киев, Ростов Ярославский, Крым, Финляндию, на Северный Урал, Петербург, Выборг, по реке Чусовой (июнь 1914 года).
По мнению современного бытописателя, в Алфёровской гимназии сильно перебарщивали по части соблюдения правил благонравия и скромности. При постановке спектаклей из классических текстов удалялись «опасные места», такие слова, как «перси», «трепет желаний» — вымарывались, в спектаклях же на платьях XVIII века удлинялись рукава и зашивались вырезы на груди, вход юношам в гимназию даже на театральные или танцевальные вечера был запрещён, с гимназистками танцевали только проверенные родственники Алфёровых или молодые преподаватели.
В 1907—1908 годах в Алфёровской гимназии училась Марина Цветаева, но бунтарский нрав Марины не вынес установленных порядков, и она перешла в гимназию Брюхоненко.
С осени 1914 года на средства, собранные алфёровками (в основном, конечно, полученные от родителей), был открыт госпиталь на Новинском бульваре, в доме, снятом для этой цели М. К. Морозовой. Ученицы старших классов после уроков дежурили у постелей раненых, кормили их ужином, читали, помогали писать письма.
27 февраля 1916 года возникло «Общество бывших учениц гимназии А. С. Алфёровой». Целью его было «объединение всех, связанных с гимназией лиц на почве общего интереса, и оказание духовной и материальной поддержки нуждающимся в ней».
Весной 1917 года Алфёровская гимназия вступила в «Московскую организацию учащихся». Представителями туда были избраны Лёля Фидлер (будущая Е. А. Тимофеева-Ресовская), Надя Вахмистрова (Н. В. Реформатская, директор музея Маяковского), Таня Игнатьева, Марина Лосева (М. М. Постникова-Лосева, известный искусствовед) и Соня Толстая (внучка Л. Н. Толстого).
Последний выпуск гимназии состоялся весной 1918 года. К 1919 году она была преобразована в 75-ю школу. Летом в селе Липки под Болшево Алфёровы организовали летнюю трудовую колонию для отдыха и прокорма учеников. Там 28 августа 1919 года А. Д. и А. С. Алфёровы были арестованы ЧК. В ночь с 14 на 15 сентября их расстреляли.
Позднее школа ещё раз сменила номер на № 11, после войны она стала 31-й. Её выпускники считают, что алфёровский дух она сохраняла до послевоенных лет.
Сейчас в этом здании расположен Хамовнический суд.

## Учителя
- А. Б. Гольденвейзер (история искусств)[6]
- А. Б. Млодзиевский (физика)[6]
- М. С. Сергеев (история)[6]
- Г. Г. Шпет (логика)[7]
- А. Ф. Лосев[6]
- А. М. Грузинская (с 1896 г.)[8]
- Е. Е. Беккер (с 1896 г.)[8]
- Н. А. Кирпичникова (с 1896 г.)[8]
- А. И. Новгородцев (с 1896 г.)[8]
- А. М. Гаврилов (уроки танцев)[3]
- О. Н. Маслова[3]
- М. И. Золотарева[3]